# Stade Spiritain
El Stade Spiritain es un equipo de fútbol de Martinica que juega en la DH Regional de Martinica, tercera categoría de fútbol en el país.

## Historia
Fue fundado en el año 1922 en la ciudad de Saint-Esprit y es el club de fútbol más importante de la ciudad, además de contar con una estructura de formación de jugadores bien definida que va entre desde los 7 años hasta la categoría sub-20.
El club ha ganado el Campeonato Nacional de Martinica en 3 ocasiones, aunque el club no juega en la máxima categoría desde la temporada 1963/64.

## Palmarés
- Campeonato Nacional de Martinica: 3

1932, 1960, 1961